# Légende de Rose Latulippe
La légende de Rose Latulipe, aussi connue sous le nom de légende du Diable à la danse ou légende du beau danseur, est une légende canadienne-française, québécoise et acadienne, se déroulant au XVIIIe siècle. Elle compte plus de 200 versions différentes. L'une des plus connues fut écrite par Philippe Aubert de Gaspé, fils, en 1837 dans Le chercheur de trésor ou l'influence d'un livre.
Celle-ci raconte l'histoire de Rose Latulipe, une jeune adolescente de 15 ans frivole et rebelle. La légende se  déroule lors des célébrations du mardi gras.
Alors que les Latulipe festoient, un jeune homme à la beauté extraordinaire s'invite à la fête. Sous le charme du bel étranger, Rose se laisse entraîner dans une danse effrénée. Inconsciente du temps qui passe, la jeune fille continue de danser au-delà des douze coups de minuit, et ce malgré les mises en garde de son père. C'est à ce moment que l'inconnu dévoile sa véritable nature : il est le Diable. Rose ayant dansé le jour du Carême a commis un péché, et le Diable compte bien la punir en l'entraînant avec lui en enfer.
Selon les versions, Rose disparaît avec le Diable alors que dans certaines le curé du village sauve la jeune fille.